# Paulette Sève
Paulette Agnes Sève Flaten (Quilpué, 17 de noviembre de 1983) es una actriz chilena de teatro y televisión.

## Biografía
Estudió en tres colegios: "Colegio Teresiano Enrique de Ossó" y "Repton School" de La Reina y posteriormente en el "Colegio La Fontaine" de Ñuñoa.
Estudió y se tituló en la escuela de teatro de la Universidad del Desarrollo, siendo su primera aparición en televisión en el Festival del Huaso de Olmué en 2006.
En ese año participa en la telenovela nocturna de TVN, ¿Dónde está Elisa? (2009). Debido a su buena participación en ¿Dónde está Elisa?, Sève obtiene un personaje en la sucesora llamada Conde Vrolok.

## Filmografía

### Cine
| 2010 | Mitos y Leyendas, La nueva Alianza | Sofía |

### Telenovelas
| Teleseries | Teleseries             | Teleseries                  | Teleseries | Teleseries |
| Año        | Teleserie              | Rol                         | Canal      |            |
| ---------- | ---------------------- | --------------------------- | ---------- | ---------- |
| 2006       | Floribella             | Amiga de Nicolás            | TVN        |            |
| 2009       | ¿Dónde está Elisa?     | Florencia Alberti Domínguez | TVN        |            |
| 2009       | Conde Vrolok           | Luisa Verdugo               | TVN        |            |
| 2011       | El laberinto de Alicia | Carolina Berríos            | TVN        |            |

### Series de televisión
| Series y unitarios | Series y unitarios                            | Series y unitarios       | Series y unitarios | Series y unitarios |
| Año                | Serie                                         | Rol                      | Canal              |                    |
| ------------------ | --------------------------------------------- | ------------------------ | ------------------ | ------------------ |
| 2006               | Festival del Huaso de Olmué                   | La Pérgola de las Flores | Chilevisión        |                    |
| 2006               | Confía en Mí (cap. "como el perro y el gato") |                          | Mega               |                    |
| 2006               | Pasiones (cap. "El Amigo de mi Hijo")         |                          | TVN                |                    |
| 2006               | Invasión (cap. "Primos Íntimos")              | Rosario                  | Chilevisión        |                    |
| 2007-2008          | Índigo                                        | Laura                    | Mega               |                    |
| 2013               | Lo que callamos las mujeres                   | Camila                   | Chilevision        |                    |
| 2016               | Código Rosa                                   | Clara                    | Mega               |                    |